# 笑って許して
「笑って許して」（わらってゆるして）は、1970年3月25日に発売された和田アキ子の4枚目のシングル。

## 解説
- 約20万枚を売り上げ、オリコンチャートで当時の自己最高記録となる11位を記録した和田の代表曲の一つになった。また、編曲を担当した馬飼野俊一は本楽曲でこの年の第12回日本レコード大賞編曲賞を受賞した[1]。

- 和田が20歳のときに発表した、彼女の表題曲である。この曲で1970年のNHK『第21回NHK紅白歌合戦』に出場し、紅白初出場を果たした。また、紅白では1973年の『第24回NHK紅白歌合戦』・2010年の『第61回NHK紅白歌合戦』（「AKKOィィッ!紅白2010スペシャル」の2曲目として歌唱）・2015年の『第66回NHK紅白歌合戦』でも歌唱された。4回とも紅組歌手有志から、曲間に「アッコ!」と合いの手を入れる応援を受けている。しかし2015年は、出場歌手全員が和田のバックで声援を送っていたため、白組歌手からも「アッコ!」と合いの手を受けている。

## 収録曲
1. 笑って許して [2:42]
作詞：阿久悠／作曲：羽根田武邦／編曲：馬飼野俊一
2. 愛に証拠はいらない [3:11]
作詞：片桐和子／作曲・編曲：小谷充

## カバー
- 佐良直美（1978年発売のLP『君の唇に色あせぬ言葉を ～阿久 悠 作詞集 1978』に収録）
- 桑田佳祐（2013年開催の「Act Against AIDS 2013 昭和八十八年度！第二回ひとり紅白歌合戦」にて、和田アキ男として大トリで歌った。2014年3月12日発売のBD/DVDにも収録）